# La trovata del brasiliano
La trovata del brasiliano è un film muto italiano del 1916 diretto da Filippo Costamagna.